# Electra axialata
Electra axialata är en mossdjursart som beskrevs av Liu 1999. Electra axialata ingår i släktet Electra och familjen Electridae. Inga underarter finns listade i Catalogue of Life.